# 克蘭福德鎮區 (新澤西州)
克蘭福德（英語：Cranford）是位於美國新澤西州尤寧縣的一個鎮區。

## 地方資料
克蘭福德的面積為12.62平方千米，當中陸地面積為12.52平方千米，而水域面積為0.10平方千米。根據2020年美國人口普查的數據，當地共有人口23847人，而人口密度為每平方千米1,889.62人。